# Carex calcifugens
Carex calcifugens är en halvgräsart som beskrevs av Robert Francis Cox Naczi. Carex calcifugens ingår i släktet starrar, och familjen halvgräs. Inga underarter finns listade i Catalogue of Life.